# Programa Gemini

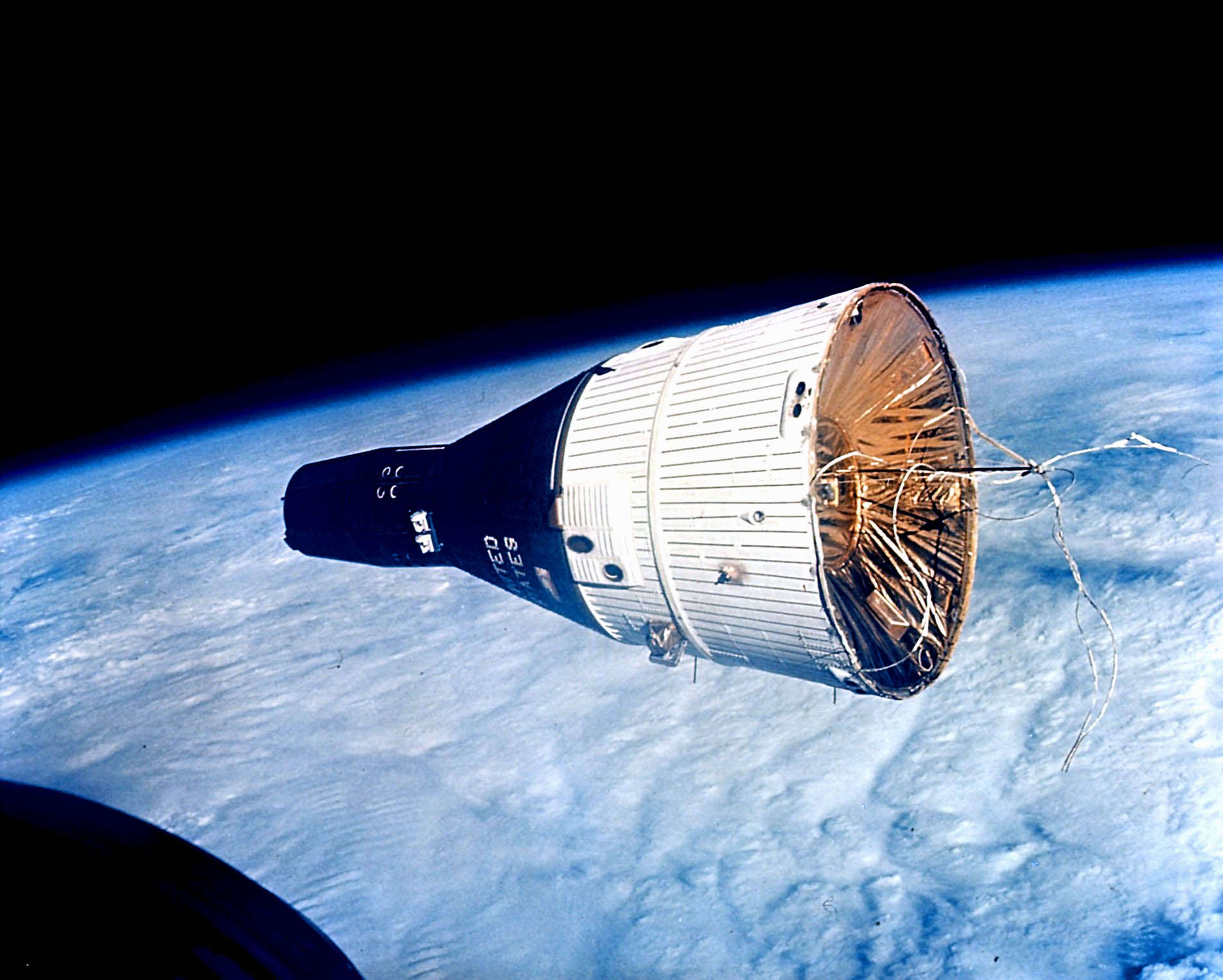
Gemini 6 vist des del Gemini 7

El Projecte Gemini va començar el 1965 després que l'agència espacial nord-americana NASA finalitzés el seu primer programa de vols espacials, el pioner Projecte Mercury, que havia aconseguit posar a l'espai els primers estatunidencs.
La NASA va emetre després una declaració el 1965 declarant "Jeh'-mih-nee" la pronunciació "oficial". Gus Grissom, actuava com a responsable de premsa dels projectes de Houston quan Ed White va realitzar la seva sortida a l'espai amb Gemini 4. Aquesta terminologia es va emprar a la pel·lícula El primer home del 2018.
El Projecte Gemini, a diferència del seu antecessor i la seva posterior continuació amb el Programa Apollo, no va produir tanta eufòria en l'opinió pública a tot i que els desenvolupaments assolits en aquest projecte serien de vital importància per al desenvolupament de les futures missions Apollo i l'objectiu de dur un home a la Lluna.

## Objectius
El Projecte Gemini va ser oficialment anunciat al públic el 3 de gener de 1962 quan el programa Apollo ja estava en una avançada etapa de desenvolupament.

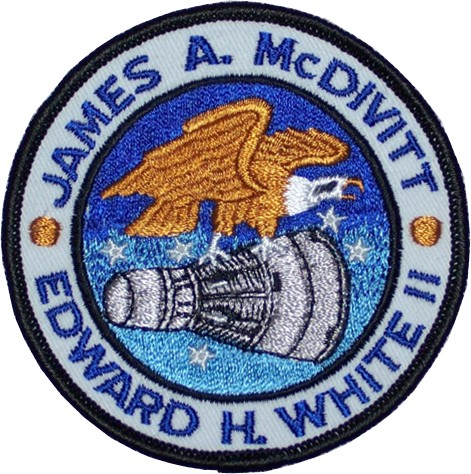
Insígnia de la Gemini 4

El propòsit principal del programa Gemini era demostrar les possibilitats de trobada i acoblament espacials que serien utilitzats durant les missions Apollo quan el mòdul lunar se separés del mòdul de comandament en òrbita al voltant de la Lluna, i posteriorment es reunís amb la nau de nou després que els astronautes abandonessin la superfície lunar. Un altre dels objectius de les missions Gemini era el d'estendre la permanència dels astronautes a l'espai fins a dues setmanes. Això és fins i tot més del que requerien les missions Apollo.
Durant les missions Gemini els vols espacials van esdevenir rutinaris amb 10 enlairaments des de les plataformes de llançament situades al Cap Canaveral, Florida en menys de 20 mesos. Durant aquest programa, el Centre de Vols Espacials (anomenat Centre Espacial Lyndon B. Johnson des de 1973) als afores de Houston, Texas, actuaria com a Control de Missió.
Les operacions de vol eren eficients i ràpides a causa de les breus finestres de vol (el temps adequat per a un llançament), que en el cas de la finestra per a la Gemini XI era de solament dos segons, temps establert per a una trobada reeixida amb les naus objectius situades en òrbita.

## Característiques de la nau
La nau Gemini era una versió millorada de les Mercury i originalment havien rebut el nom de Mercury Mark II. Les millores es van donar tant en la grandària com en les capacitats de control. Les Gemini tenien un pes d'aproximadament 3.628,72 quilograms, el doble de les Mercury. D'altra banda, tot i tenir un augment en l'espai de cabina del 50%, aquesta havia de ser ocupada per dos astronautes en comptes d'un, com era el cas en les missions Mercury. Una altra de les diferències de les naus Gemini és que posseïen seients projectables en substitució de la torre de salvament de les Mercury, a més posseïen major espai d'emmagatzematge per a les missions de llarga durada, que requerien cèl·lules de combustible en lloc de bateries per a la generació d'energia elèctrica.
A diferència de les Mercury, que només podien canviar la seva orientació a l'espai, les Gemini havien d'utilitzar les capacitats de maniobra orbital per retrobar-se amb una altra nau. Les Gemini havien de desplaçar-se cap endavant, cap enrere, canviar l'orientació i fins i tot l'òrbita. A causa de la complexitat de les maniobres de trobada, les naus requerien la presència de dos astronautes i l'ús de les primeres computadores de bord per a realitzar complicats càlculs que ajudarien a establir una trobada reeixida.
Les naus van utilitzar els vehicles de llançament Titan II. L'objectiu de trobada en una etapa avançada era una Agena no tripulada, que era llançada abans de la Gemini. Després de reunir-se en òrbita amb la seva nau objectiu, el nas de la Gemini es fixava a un coll d'acoblament a l'Agena.
Per a evitar retards en els vols Gemini, les naus eren de fàcil manteniment i posseïen subsistemes que podien ser reemplaçats. Un mòdul adaptador fixat a la part del darrere de la càpsula (que era expulsat abans de la reentrada) contenia oxigen, combustible, i altres articles de consum.